# Матч за звание чемпиона мира по международным шашкам 1959
Матч за звание чемпиона мира по международным шашкам 1959 года проводился между чемпионом мира международным гроссмейстером Исером Куперманом (СССР) и победителем турнира претендентов 1959 года международным гроссмейстером Гертом ван Дейком (Нидерланды). Проходил с 16 ноября по 12 декабря 1959 года в пяти городах Советского Союза. Матч игрался на большинство из двадцати партий. В случае ничьей чемпион мира сохранял своё звание. Партии с 1-й по 5-ю игрались в Киеве, с 6-й по 10-ю — в Минске, с 11-й по 15 — в Риге, 16-я и 17-я — в Ленинграде, и, наконец, с 18-й по 20-ю — в Москве. Матч закончился убедительной победой Купермана со счётом +7 −0 =13.

## Ход матча
Ван Дейк пользовался репутацией приверженца позиционной школы. За предшествующие матчу два с половиной года ван Дейк проиграл только три партии из 55 сыгранных. Поэтому командой Купермана было принято решение навязать ван Дейку остро-комбинационную игру, заставить голландского гроссмейстера вести борьбу в несвойственной ему манере. Эта тактика  себя оправдала. Хотя на первом этапе матча Куперману и пришлось отражать сильный натиск соперника, применившего ряд новых интересных схем развития, но ни в одной партии ван Дейк серьёзных шансов на победу так и не смог получить. Большое психологическое значение имела первая победа Купермана в пятой партии. А в минской части матча исход борьбы был фактически решён после четырёх рядовых побед Купермана в 7, 8, 9 и 10 партиях. 20 очков, необходимых для сохранения титула чемпиона мира Куперман набрал уже после 14 партии, то есть, за шесть туров до окончания матча. Но по регламенту были сыграны все 20 партий. Из последних шести партий Куперман выиграл одну, а ван Дейку так и не удалось выиграть ни одной партии престижа.

## Итоги
| Имя           | 1 | 2 | 3 | 4 | 5 | 6 | 7 | 8 | 9 | 10 | 11 | 12 | 13 | 14 | 15 | 16 | 17 | 18 | 19 | 20 | очки |
| ------------- | - | - | - | - | - | - | - | - | - | -- | -- | -- | -- | -- | -- | -- | -- | -- | -- | -- | ---- |
| Исер Куперман | 1 | 1 | 1 | 1 | 2 | 1 | 2 | 2 | 2 | 2  | 1  | 2  | 1  | 1  | 1  | 1  | 1  | 2  | 1  | 1  | 27   |
| Герт ван Дейк | 1 | 1 | 1 | 1 | 0 | 1 | 0 | 0 | 0 | 0  | 1  | 0  | 1  | 1  | 1  | 1  | 1  | 0  | 1  | 1  | 13   |